# Бирзниеце, Инесе
Инесе Бирзниеце (латыш. Inese Birzniece; 25 мая 1951, Лос-Анджелес — 27 октября 2022) — латвийский юрист и политик. Представляла партию «Латвийский путь». Командор ордена Трёх звёзд.
Бирзниеце родилась 25 мая 1951 года в Лос-Анджелесе в семье уроженцев из Латвии. В 1963 году окончила начальную школу имени Теодора Рузвельта в Помоне, затем в 1963 году среднюю школу имени Ганеша. В 1973 году окончил Калифорнийский университет в Лос-Анджелесе со степенью бакалавра по политологии. В 1978 году получила степень доктора юридических наук в Калифорнийском университете в Лос-Анджелесе. После учебы десять лет отработала юристом. С 1988 по 1990 возглавляла Латышское общество Южной Калифорнии. В 1989 году переехала в Латвию и работала в информационной службе Народного фронта Латвии. С 1990 по 1991 год была редактором английского издания газеты «Atmoda». Также работала в пресс-центре Верховного Совета Латвийской Республики и в Секретариате иностранных дел Латвии, где ее пресс-релизы на английском языке составили историческую хронику восстановления независимости Латвии.
В 1993 году Бирзниеце была в числе основателей партии «Латвийский путь», занимала должность заместителя председателя партии «Латвийский путь» и была избрана от партии в 5-й Сейм Латвии. После формирования правительства она также стала советником министра иностранных дел Георгия Андреева. В 1995 году Бирзниеце выдвинула свою кандидатуру на выборах в Сейм 6-го созыва, но не была избрана и стала консультантом Комиссии по европейским делам Сейма. Позже она получила место в 6-м Сейме, когда Имантс Даудишс ушел в отставку 18 сентября 1997 года. В 1998 году баллотировалась в 7-й Сейм, сначала не была избрана, но стала членом 7-го Сейма вместо Вилса Криштопанса. 
В 2002 году безуспешно участвовала в выборах в 8-й Сейм и стала парламентским секретарем в Министерстве юстиции. В 2003 году И. Бирзниеце стала советником сектора в Министерстве юстиции в представительстве Латвии при Европейском Союзе. В 2020 году награждена высшей наградой Латвии — орденом Трёх звёзд 3 степени.